# Phyllonorycter geniculella
Phyllonorycter geniculella là một loài bướm đêm thuộc họ Gracillariidae. Nó được tìm thấy ở Thuỵ Điển đến Pyrenees, Italia và Bulgaria và từ Đại Anh đến miền nam Nga.
Sải cánh dài khoảng 8 mm. Có hai lứa trưởng thành vào tháng 5 và một lần nữa vào tháng 8.
Ấu trùng ăn Acer pseudoplatanus. Chúng ăn lá nơi chúng làm tổ.